# ألفارو كلاوزي
ألفارو كلاوزي مارين (7 أبريل 1993) هو لاعب كرة قدم إسباني، يلعب كلاعب خط وسط مهاجم لنادي فييانوفينسي.

## روابط خارجية
- ألفارو كلاوزي على موقع قاعدة بيانات كرة القدم.إي يو (الإنجليزية)
- ألفارو كلاوزي على موقع Soccerway.com (الإنجليزية)
- ألفارو كلاوزي على موقع AS.com (الإسبانية)